# Вигеландский музей
Вигеландский музей (норв. Vigelandmuseet) — музей, построенный в 1920–х годах муниципалитетом Осло как студия, резиденция и будущий музей норвежского скульптора Густава Вигеланда. Он жил и работал там до самой своей смерти. Внутренний двор с фонтаном, колоннадами и скульптурами окружен 13 выставочными залами музея. Музей открылся для посетителей в 1947 году. Музей расположен в парке Фрогнер в Осло. По состоянию на июль 2022 года стоимость входного билета варьируется от 0 до 100 крон в зависимости от возраста и статуса посетителя.
Процесс работы художника хорошо задокументирован в музее, и можно проследить развитие Вигеланда от выразительного и стройного стиля 1890–х годов к более тяжелому и классически сбалансированному выражению межвоенного периода. В музее собраны почти все оригинальные работы Вигеланда — от портретов и памятников до скульптур в парке завода Вигеланда и Фрогнера. Большая часть коллекции скульптур состоит из гипсовых моделей, но также есть работы из бронзы, мрамора и кованого железа, а также рисунки и гравюры на дереве.

## Предыстория
В 1910-годы часть города Кристиания (так до 1925 года именовалось Осло), где жил и имел свою студию Густав Вигеланд была в рамках городского планирования запланирована под снос.
В 1919 году было решено, что город Кристиания возведет новую студию для Густава Вигеланда во Фрогнере. Окончательный контракт был подписан в феврале 1921 года. В контракте было указано, что муниципалитет возьмет на себя все работы Вигеланда в обмен на то, что художник сможет распоряжаться студией до конца своей жизни. Также было решено, что студия позже будет служить музеем для работ Вигеланда, и что для художника будет построена квартира на 3-м этаже здания. В 1924 году Густав Вигеланд переехал в квартиру во Фрогнере.

## Архитектура
Как только в феврале 1921 года был подписан контракт между Густавом Вигеландом и муниципалитетом Осло, на Фрогнере начались земляные и взрывные работы. Архитектору Лоренцу Харбо Ри было поручено спроектировать здание студии.
Вигеланд рано начал сомневаться в мастерстве Ри и отреагировал, среди прочего, на то, что архитектор метался между разными стилями. Перед Ри стояла нелегкая задача, но, несмотря на разногласия с Вигеландом, ему удалось создать высококачественную архитектуру. По словам Кари Хоэля, профессора архитектуры Университета Осло, здание с его монументальностью, надежными пропорциями и тщательно подобранными деталями относится к числу главных произведений неоклассицизма в Норвегии.
Особое желание Вигеланда использовать красный кирпич ручной работы в экстерьере было учтено, башне было придано внутреннее круглое пространство и внешняя балюстрада. Строительство южного крыла, в котором должны были разместиться студии и мастерские, было отложено из-за нехватки финансирования, когда здание стало значительно дороже, чем предполагалось первоначально. Южное крыло было достроено только в 1929 году и оказалось сильно отличающимся от остальной части здания из-за появления нового стилевого направления в Норвегии: функционализма. Этот стиль здания принес с собой новые решения: были спроектированы большие окна, обрамленные тонкими железными оконными стеклами, и все декоративные детали были опущены.
В 1926 году архитекторы Ри и Бух были удостоены премии фонда Уэнса за хорошую архитектуру. Карл Эмиль Бух стал компаньоном Ри в 1920 году, но именно на Ри лежала основная ответственность в процессе строительства. Здание студии было завершено в 1929 году.

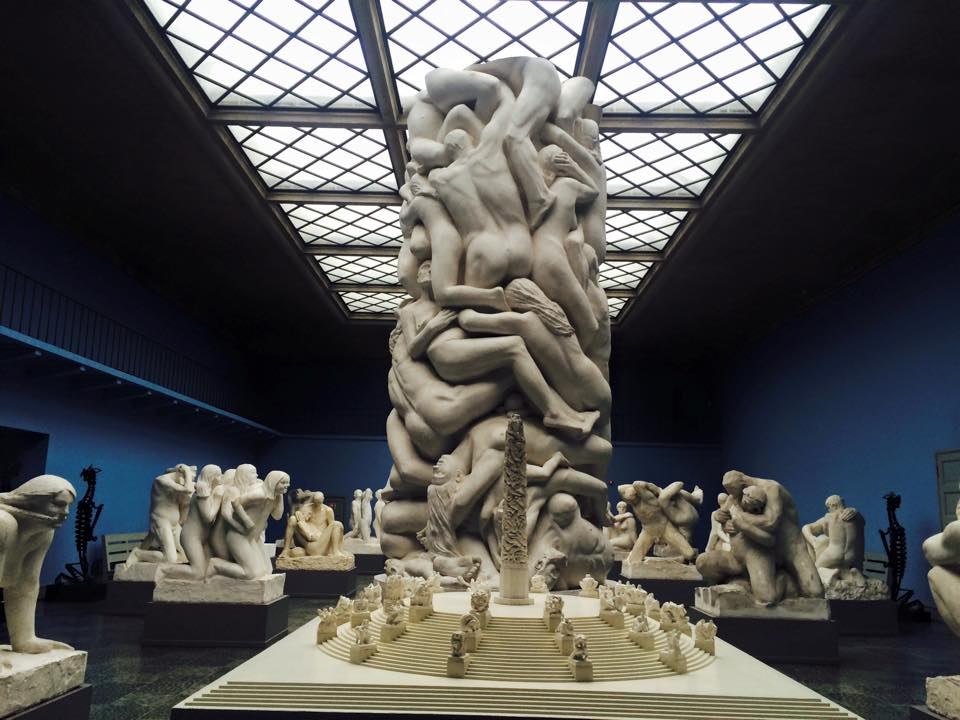
Один из выставочных залов музея

## Реконструкция
С августа 2010 по июнь 2011 года музей был закрыт на реконструкцию, целью которой были: новая медная крыша, обновление наружных дверей и окон, модернизация системы водоснабжения, канализации и вентиляции, а также модернизация электрической системы и пожарной техники.
Три важных участка остро нуждались в ремонте и реконструкции: крыша была покрыта лаком, электрическая система была старой с неисправностями заземления и передачи, а система пожарной сигнализации нуждалась в модернизации. В дополнение к этому, Управление древностей города Осло потребовало, чтобы со зданием обращались так, как если бы оно было внесено в список, поскольку уже была начата подготовка к законопроекту о сохранении. В итоге это потребовало общей площади 9150 м² и стоимости проекта в 80 миллионов крон, заказчиком была компания Omsorgsbygg Oslo KF. Подрядчики должны были иметь документально подтвержденный опыт работы с аналогичными зданиями.
Первый этап состоял, помимо закрепления (гипсовых) скульптур и других предметов искусства, которые нельзя было вывезти из районов, подлежащих восстановлению, в составлении планов и разрезов здания и его электрооборудования. Существующие планы изначально были, если они и существовали, очень ошибочными. Когда настала очередь перекрытия крыши площадью около 2670 м², над ней был построен тент, чтобы можно было работать в безопасных условиях.
Одна из областей, где видна реконструкция — световые люки в студиях Вигеланда. Они занимают площадь в 870 м² и на протяжении многих лет были повреждены влагой и страдали от конденсата. После реконструкции световые люки стали намного ярче.
Для системы пожаротушения, электрической системы и водосточных труб с крыши была предпринята попытка сделать восстановление как можно более незаметным. Это означало, что водосточные трубы были полностью восстановлены, что система пожаротушения была проведена через небольшие проходы в выступе, и что электрические провода часто тянулись обходными путями, что приводило к большему количеству погонных метров кабелей и проводов, чем предполагалось. Также был включен подвал, здесь были восстановлены пол, потолок и стены, и, кроме того, была подключена новая станция централизованного теплоснабжения. Оригинальные радиаторы были подвергнуты пескоструйной обработке, очищены и покрыты лаком перед возвращением в эксплуатацию.

## Памятник культуры
Музей Вигеланда является памятником культуры и имеет номер 140357 в базе культурного наследия Риксантикваренса. Музей Вигеланда был защищён Шведским национальным наследием в апреле 2015 года.